# Cinque ore in contanti
Cinque ore in contanti (Five Golden Hours) è un film italo-britannico del 1961 diretto da Mario Zampi.

## Trama
Aldo Bondi è un impresario di pompe funebri a Roma che per gonfiare il proprio portafoglio prende a frequentare tutte le vedove che si rivolgono a lui; col suo savoir faire riesce abilmente a entrare nelle loro grazie. Le cose peggiorano quando egli si innamora dell'apparentemente squattrinata baronessa Sandra, da poco rimasta vedova per l'ennesima volta. Bondi inonda la nobildonna di denaro e per averne ancora di più arriva a progettare un triplice omicidio.